# Puy-Saint-Pierre
Puy-Saint-Pierre – miejscowość i gmina we Francji, w regionie Prowansja-Alpy-Lazurowe Wybrzeże, w departamencie Alpy Wysokie.

## Demografia
Według danych na rok 1990 gminę zamieszkiwały 344 osoby, a gęstość zaludnienia wynosiła 44 osoby/km². W styczniu 2015 r. Puy-Saint-Pierre zamieszkiwało 531 osób, przy gęstości zaludnienia wynoszącej 68,6 osób/km².